# 大森

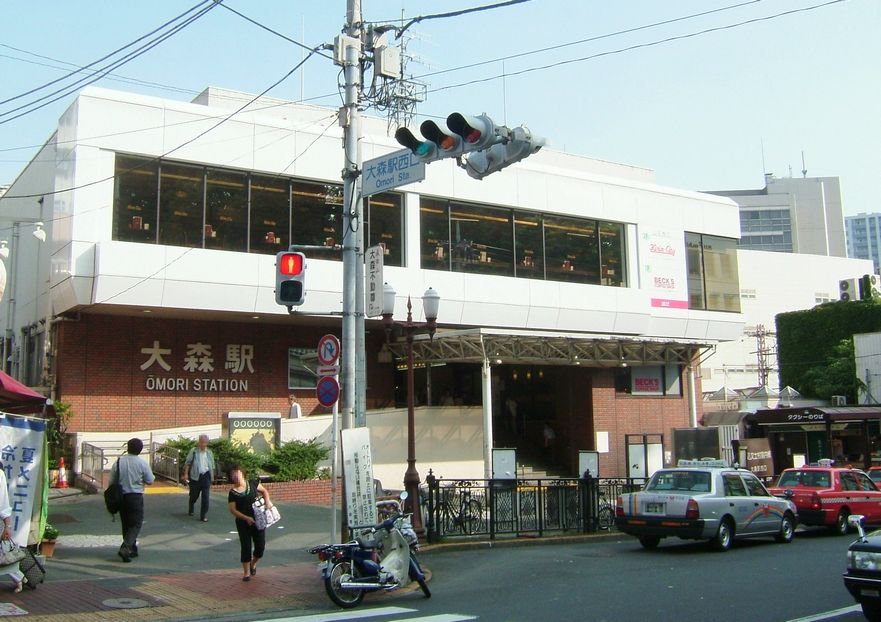
大森站西口

大森（日语：／ Ōmori */?）是日本東京都大田區的一個地名，指以大森站為中心的地區。在第二次世界大戰前的東京市時代，大森是指舊大森町（現大森西、大森中、大森東、大森南、大森本町）地區。戰前的東京35區時期，曾設有包括這些地區的行政區舊大森區。目前舊入新井町（現大森北、山王、中央）的部分地區也被稱為大森北。大森在廣義上可以包括大森站附近地區。在這一語境下，山王、中央、品川區南大井和大井的部分地區也屬於大森。
大森在古代曾是海苔養殖興盛的地區。1876年，隨著大森站竣工，大森一帶開始市區化。特別是1923年關東大地震後，東京市中心移居至此，使得人口快速增加。1970年代之後，由於工廠外遷，大森地區的住宅區特徵更加明顯。現在大森地區南側和東部相鄰的填海地仍有工廠，但其他地區多是住宅區和商業區。

## 外部連結
- 大田区（页面存档备份，存于）
- JR東日本 大森駅（页面存档备份，存于）
- 大森本場乾海苔問屋協同組合（页面存档备份，存于）
- 大森海苔問屋街（页面存档备份，存于）
- 大森海苔のふるさと館（页面存档备份，存于）

35°34′00″N 139°44′00″E / 35.566667°N 139.733333°E